# Fernando Pellegrino
Fernando Diego Pellegrino (Vicente López,[cita requerida] Buenos Aires, Argentina, 31 de marzo de 1986) es un exfutbolista argentino. Jugaba de arquero y su último equipo fue el C. D. Tudelano de la primera división RFEF.
Recientemente ha anunciado su nueva etapa como músico y el lanzamiento de su primer disco a principios de 2025, el cual irá acompañado por una gira que visitará distintas ciudades de España.

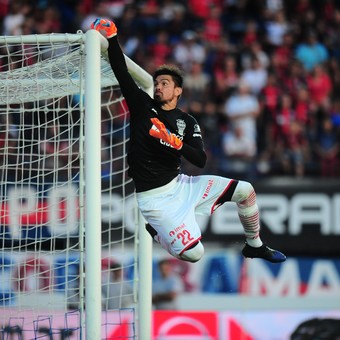
Fernando Pellegrino

## Trayectoria
Hizo todas las inferiores en River Plate.
Debutó en el Primera B Nacional de Argentina el 29 de enero de 2009 en Instituto en la victoria 2-0 en el clásico ante Racing de Córdoba.
En 2012, firmó para Defensa y Justicia luego de su paso por el Club Atlético Atlanta.
En 2015, fichó por Banfield. En enero de 2016 se incorporó a Arsenal. En julio de 2017 pasó a Sarmiento (J).
En agosto de 2018 fue contratado por Huracán.
El 30 de junio de 2020, firma por el Defensa y Justicia.
El 21 de septiembre de 2020, firma por Club Atlético Mitre, en el que jugaría la temporada 2020-21.
El 21 de septiembre de 2020, firma por Club Atlético Mitre, en el que jugaría la temporada 2020-21.
En la temporada 2021-22, firma por el C. D. Tudelano de la primera división RFEF.
En 2023 anuncia su retirada del fútbol a través de sus Redes Sociales.
Ahora se dedica a enseñar a jóvenes porteros en la academia Talentia. 

## Carrera como músico.

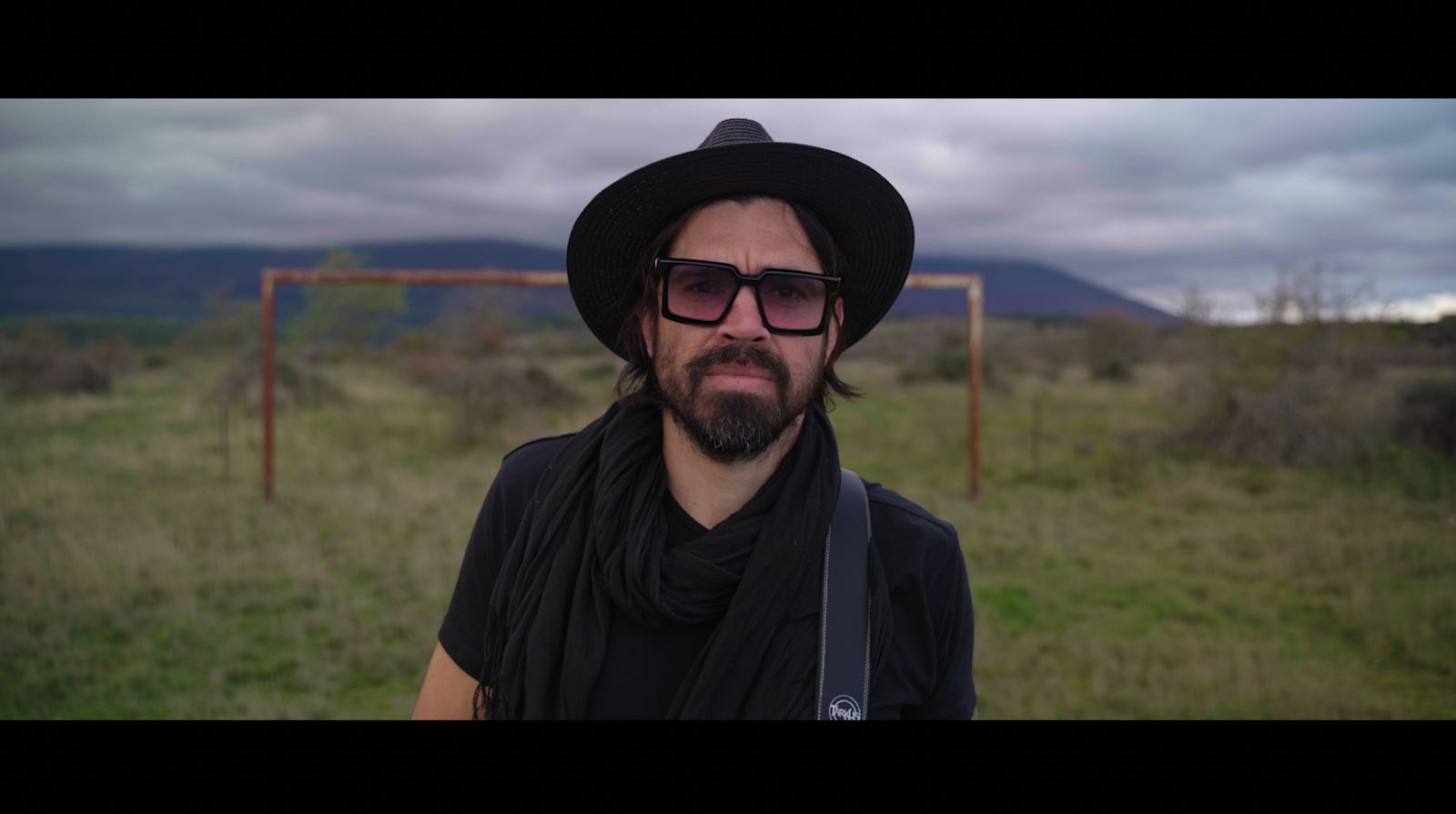
Fernando anunciando su nueva etapa como músico.

El 11 de noviembre de 2024 sorprendió a todos sus seguidores anunciando su nueva etapa como músico, en el video afirmaba estar trabajando en la salida de su primer disco para principios de 2025, el cual irá acompañado por una gira que recorrerá gran parte de España.

## Clubes
| Club               | País      | Año       | PJ | Goles |
| ------------------ | --------- | --------- | -- | ----- |
| Instituto          | Argentina | 2008-2009 | 0  | 0     |
| Ferro Carril Oeste | Argentina | 2009-2010 | 3  | 0     |
| Gimnasia (LP)      | Argentina | 2010-2011 | 0  | 0     |
| Atlanta            | Argentina | 2011-2012 | 27 | 0     |
| Defensa y Justicia | Argentina | 2012-2015 | 93 | 1     |
| Banfield           | Argentina | 2015-2016 | 7  | 0     |
| Arsenal            | Argentina | 2016-2017 | 36 | 0     |
| Sarmiento (J)      | Argentina | 2017-2018 | 17 | 0     |
| Huracán            | Argentina | 2018-2020 | ?  | ?     |
| Defensa y Justicia | Argentina | 2020      | ?  | ?     |
| Mitre              | Argentina | 2020-2021 | ?  | ?     |
| CD Tudelano        | España    | 2021-     | ?  | ?     |

## Palmarés
| Ascenso                          | Club               | Año     |
| -------------------------------- | ------------------ | ------- |
| Campeonato de Primera B Nacional | Defensa y Justicia | 2013-14 |